# Tournoi de tennis de Thaïlande
Le tournoi de Thaïlande est un ancien tournoi de tennis professionnel masculin (ATP) et féminin (WTA). Il s'est déroulé sur dur (ext.) pour les femmes, sur moquette (int.) puis dur (int.) pour les hommes, toujours à Bangkok.

## Place dans le calendrier
- Femmes :
  - créé en 2005, le tournoi de déroulera jusqu'en 2007.
- Hommes :
  - le tournoi apparaît dans le calendrier pour 3 ans : de 1980 à 1982 au mois de novembre.
  - Puis réapparaît en 2003 jusqu'en 2013, il se joue en septembre. Il sera remplacé la saison suivante par Shenzhen.

## Palmarès dames

### Simple
| No | Date       | Nom et lieu du tournoi     | Catégorie | Dotation  | Surface    | Vainqueure       | Finaliste           | Score          |         |
| -- | ---------- | -------------------------- | --------- | --------- | ---------- | ---------------- | ------------------- | -------------- | ------- |
| 1  | 10-10-2005 | PTT Thailand Open, Bangkok | Tier III  | 200 000 $ | Dur (ext.) | Nicole Vaidišová | Nadia Petrova       | 6-1, 6-75, 7-5 | Tableau |
| 2  | 09-10-2006 | PTT Open, Bangkok          | Tier III  | 200 000 $ | Dur (ext.) | Vania King       | Tamarine Tanasugarn | 2-6, 6-4, 6-4  | Tableau |
| 3  | 08-10-2007 | PTT Open, Bangkok          | Tier III  | 200 000 $ | Dur (ext.) | Flavia Pennetta  | Chan Yung-Jan       | 6-1, 6-3       | Tableau |

### Double
| No | Date       | Nom et lieu du tournoi    | Catégorie | Dotation  | Surface    | Vainqueures                 | Finalistes                               | Score         |         |
| -- | ---------- | ------------------------- | --------- | --------- | ---------- | --------------------------- | ---------------------------------------- | ------------- | ------- |
| 1  | 10-10-2005 | PTT Thailand Open Bangkok | Tier III  | 200 000 $ | Dur (ext.) | Shinobu Asagoe Gisela Dulko | Conchita Martínez Virginia Ruano Pascual | 6-1, 7-5      | Tableau |
| 2  | 09-10-2006 | PTT Open Bangkok          | Tier III  | 200 000 $ | Dur (ext.) | Vania King Jelena Kostanić  | Mariana Díaz-Oliva Natalie Grandin       | 7-5, 2-6, 7-5 | Tableau |
| 3  | 08-10-2007 | PTT Open Bangkok          | Tier III  | 200 000 $ | Dur (ext.) | Sun Tiantian Yan Zi         | Ayumi Morita Junri Namigata              | Forfait       | Tableau |

## Palmarès messieurs

### Simple
| No | Date       | Nom et lieu du tournoi          | Catégorie      | Dotation       | Surface         | Vainqueur              | Finaliste           | Score          |                |
| -- | ---------- | ------------------------------- | -------------- | -------------- | --------------- | ---------------------- | ------------------- | -------------- | -------------- |
| 1  | 17-11-1980 | Bangkok Tennis Classic, Bangkok |                | 75 000 $       | Moquette (int.) | Vijay Amritraj         | Brian Teacher       | 6-3, 7-5       |                |
| 2  | 16-11-1981 | Bangkok Tennis Classic, Bangkok |                | 75 000 $       | Moquette (int.) | Bill Scanlon           | Mats Wilander       | 6-2, 6-3       |                |
| 3  | 15-11-1982 | Bangkok Tennis Classic, Bangkok |                | 75 000 $       | Moquette (int.) | Mike Bauer             | Jim Gurfein         | 6-1, 6-2       |                |
|    | 1983-2002  | Pas de tournoi                  | Pas de tournoi | Pas de tournoi | Pas de tournoi  | Pas de tournoi         | Pas de tournoi      | Pas de tournoi | Pas de tournoi |
| 4  | 22-09-2003 | Thailand Open, Bangkok          | Int' Series    | 525 000 $      | Dur (int.)      | Taylor Dent            | Juan Carlos Ferrero | 6-3, 7-65      | Tableau        |
| 5  | 27-09-2004 | Thailand Open, Bangkok          | Int' Series    | 525 000 $      | Dur (int.)      | Roger Federer          | Andy Roddick        | 6-4, 6-0       | Tableau        |
| 6  | 26-09-2005 | Thailand Open, Bangkok          | Int' Series    | 525 000 $      | Dur (int.)      | Roger Federer          | Andy Murray         | 6-3, 7-5       | Tableau        |
| 7  | 25-09-2006 | Thailand Open, Bangkok          | Int' Series    | 525 000 $      | Dur (int.)      | James Blake            | Ivan Ljubičić       | 6-3, 6-1       | Tableau        |
| 8  | 24-09-2007 | Thailand Open, Bangkok          | Int' Series    | 525 000 $      | Dur (int.)      | Dmitri Toursounov      | Benjamin Becker     | 6-2, 6-1       | Tableau        |
| 9  | 22-09-2008 | Thailand Open, Bangkok          | Int' Series    | 551 000 $      | Dur (int.)      | Jo-Wilfried Tsonga     | Novak Djokovic      | 7-64, 6-4      | Tableau        |
| 10 | 28-09-2009 | PTT Thailand Open, Bangkok      | ATP 250        | 551 000 $      | Dur (int.)      | Gilles Simon           | Viktor Troicki      | 7-5, 6-3       | Tableau        |
| 11 | 27-09-2010 | PTT Thailand Open, Bangkok      | ATP 250        | 551 000 $      | Dur (int.)      | Guillermo García-López | Jarkko Nieminen     | 6-4, 3-6, 6-4  | Tableau        |
| 12 | 26-09-2011 | PTT Thailand Open, Bangkok      | ATP 250        | 587 000 $      | Dur (int.)      | Andy Murray            | Donald Young        | 6-2, 6-0       | Tableau        |
| 13 | 24-09-2012 | Thailand Open, Bangkok          | ATP 250        | 551 000 $      | Dur (int.)      | Richard Gasquet        | Gilles Simon        | 6-2, 6-1       | Tableau        |
| 14 | 23-09-2013 | Thailand Open, Bangkok          | ATP 250        | 567 530 $      | Dur (int.)      | Milos Raonic           | Tomáš Berdych       | 7-64, 6-3      | Tableau        |

### Double
| No | Date       | Nom et lieu du tournoi          | Catégorie      | Dotation       | Surface         | Vainqueurs                            | Finalistes                             | Score            |                |
| -- | ---------- | ------------------------------- | -------------- | -------------- | --------------- | ------------------------------------- | -------------------------------------- | ---------------- | -------------- |
| 1  | 17-11-1980 | Bangkok Tennis Classic, Bangkok |                | 75 000 $       | Moquette (int.) | Brian Teacher Ferdi Taygan            | Tom Okker Dick Stockton                | 7-6, 7-6         |                |
| 2  | 16-11-1981 | Bangkok Tennis Classic, Bangkok |                | 75 000 $       | Moquette (int.) | John Austin Mike Cahill               | Lloyd Bourne Van Winitsky              | 6-3, 7-6         |                |
| 3  | 15-11-1982 | Bangkok Tennis Classic, Bangkok |                | 75 000 $       | Moquette (int.) | Mike Bauer John Benson                | Charles Buzz Strode Morris Skip Strode | 7-5, 3-6, 6-3    |                |
|    | 1983-2002  | Pas de tournoi                  | Pas de tournoi | Pas de tournoi | Pas de tournoi  | Pas de tournoi                        | Pas de tournoi                         | Pas de tournoi   | Pas de tournoi |
| 4  | 22-09-2003 | Thailand Open, Bangkok          | Int' Series    | 525 000 $      | Dur (int.)      | Jonathan Erlich Andy Ram              | Andrew Kratzmann Jarkko Nieminen       | 6-3, 7-64        | Tableau        |
| 5  | 27-09-2004 | Thailand Open, Bangkok          | Int' Series    | 525 000 $      | Dur (int.)      | Justin Gimelstob Graydon Oliver       | Yves Allegro Roger Federer             | 5-7, 6-4, 6-4    | Tableau        |
| 6  | 26-09-2005 | Thailand Open, Bangkok          | Int' Series    | 525 000 $      | Dur (int.)      | Paul Hanley Leander Paes              | Jonathan Erlich Andy Ram               | 5-6, 6-1, 6-2    | Tableau        |
| 7  | 25-09-2006 | Thailand Open, Bangkok          | Int' Series    | 525 000 $      | Dur (int.)      | Jonathan Erlich Andy Ram              | Andy Murray Jamie Murray               | 6-2, 2-6, [10-4] | Tableau        |
| 8  | 24-09-2007 | Thailand Open, Bangkok          | Int' Series    | 525 000 $      | Dur (int.)      | Sonchat Ratiwatana Sanchai Ratiwatana | Michaël Llodra Nicolas Mahut           | 3-6, 7-5, [10-7] | Tableau        |
| 9  | 22-09-2008 | Thailand Open, Bangkok          | Int' Series    | 551 000 $      | Dur (int.)      | Lukáš Dlouhý Leander Paes             | Scott Lipsky David Martin              | 6-4, 7-64        | Tableau        |
| 10 | 28-09-2009 | PTT Thailand Open, Bangkok      | ATP 250        | 551 000 $      | Dur (int.)      | Eric Butorac Rajeev Ram               | Guillermo García-López Mischa Zverev   | 7-64, 6-3        | Tableau        |
| 11 | 27-09-2010 | PTT Thailand Open, Bangkok      | ATP 250        | 551 000 $      | Dur (int.)      | Christopher Kas Viktor Troicki        | Jonathan Erlich Jürgen Melzer          | 6-4, 6-4         | Tableau        |
| 12 | 26-09-2011 | PTT Thailand Open, Bangkok      | ATP 250        | 587 000 $      | Dur (int.)      | Oliver Marach Aisam-Ul-Haq Qureshi    | Michael Kohlmann Alexander Waske       | 7-64, 7-65       | Tableau        |
| 13 | 24-09-2012 | Thailand Open, Bangkok          | ATP 250        | 551 000 $      | Dur (int.)      | Lu Yen-hsun Danai Udomchoke           | Eric Butorac Paul Hanley               | 6-3, 6-4         | Tableau        |
| 14 | 23-09-2013 | Thailand Open, Bangkok          | ATP 250        | 567 530 $      | Dur (int.)      | Jamie Murray John Peers               | Tomasz Bednarek Johan Brunström        | 6-3, 3-6, [10-6] | Tableau        |